# Townostilpnus rufinator
Townostilpnus rufinator är en stekelart som beskrevs av Aubert 1961. Townostilpnus rufinator ingår i släktet Townostilpnus och familjen brokparasitsteklar. Inga underarter finns listade i Catalogue of Life.